# Eglys Cruz
Eglys Yaima Cruz Farfán (* 12. April 1980 in Sancti Spíritus) ist eine kubanische Sportschützin.
Eglys Cruz startet für die Sportstaffel ihrer Heimatprovinz Sancti Spíritus. Seit 1997 tritt sie international an. Die ersten großen Erfolge erreichte die Kubanerin bei den Panamerikanischen Spielen 2003 in Santo Domingo, als sie die Titel in beiden Luftgewehr-Disziplinen errang. Sie nahm erstmals 2004 an Olympischen Sommerspielen teil. Im Wettbewerb mit dem Luftgewehr wurde sie 39., im Dreistellungskampf mit dem Kleinkalibergewehr 20. Besser verliefen die Spiele vier Jahre später in Peking. Cruz erreichte mit dem Luftgewehr Platz elf, mit dem Kleinkalibergewehr gewann sie hinter Du Li und Kateřina Emmons die Bronzemedaille. Im Jahr zuvor hatte sie in Rio de Janeiro ihren Titel im Stehendanschlag bei den Panamerikanischen Spielen verteidigt, im Dreistellungskampf wurde sie Zweite. Bei den Panamerikanischen Spielen 2011 in Guadalajara wurde sie Zweite im Dreistellungskampf und im Stehendanschlag. Weniger erfolgreich verliefen die Olympischen Sommerspiele 2012 in London. Mit dem Luftgewehr wurde sie 44. über 10-Meter-stehend, im Dreistellungskampf verpasste sie als 16. ebenfalls das Finale.